# Festa (álbum de Sampa Crew)
Festa é o segundo álbum de estúdio do grupo brasileiro de rap Sampa Crew, lançado em 1991.

## Descrição
Em 1991, foi lançado o segundo álbum do Sampa Crew, do Selo Kaskatas Records.

## Faixas
Lado A
| # | Título                | Autor(es)               |
| - | --------------------- | ----------------------- |
| 1 | "Eu Amo Você          | J.C Sampa, DJ Alam Beat |
| 2 | "Festa"               | J.C Sampa, DJ Alam Beat |
| 3 | "Não Faça Falsa Face" | J.C Sampa, DJ Alam Beat |
| 4 | Tem Culpa             | J.C Sampa, DJ Alam Beat |
| 5 | Turista Marciano      | J.C Sampa, DJ Alam Beat |

Lado B
| 6 | Vai a Luta      | J.C Sampa, DJ Alam Beat |
| 7 | Vai Chegar      | J.C Sampa, DJ Alam Beat |
| 7 | Rap Amar        | J.C Sampa, DJ Alam Beat |
| 8 | Vamos Dançar    | J.C Sampa, DJ Alam Beat |
| 9 | Viver é a Razão | J.C Sampa, DJ Alam Beat |